# Kazino v Konstanci, Romunija
Kazino v Konstanci (romunsko Cazinoul din Constanța) je propadla igralnica v mestu Konstanca (Constanți) v Romuniji. Romunsko ministrstvo za kulturo in narodno dediščino je stavbo razglasilo za zgodovinski spomenik. Igralnica je na obali Konstance ob Črnem morju v zgodovinskem okrožju polotoka v mestu. V okrožju so bile zgrajene tri različne stavbe za igralnico, prva je bila postavljena iz lesa leta 1880. Trenutna stavba, ki velja za simbol mesta Konstanca, je bila zgrajena v slogu art nouveau, zasnovana in zgrajena po načrtih Daniela Renarda in odprta avgusta 1910. Sedanji Casino je bil 38 let uporabljen za igre na srečo, prekinitev je nastala zaradi dveh svetovnih vojn: napadli in bombardirali so ga bolgarske in nemške čete v prvi svetovni vojni, opustošen je bil  drugi svetovni vojni in na neki točki deloval kot improvizirana vojna bolnišnica. Leta 1948 so ga preuredili v občinski dom, leta 1960 pa so ga predali Državnemu uradu za turizem, ki ga je preoblikoval v restavracijo. Zadnja večja popravila so bila v letih 1986–1988. Stavba pa je bila zapuščena do leta 2019, trenutno pa je spet v prenovi.

## Zgodovina

### Cazin Kursaal (1880–1891)
Prva različica igralnice v Konstanci je bila zgrajena iz lesenega okvirja leta 1880 in je bila poimenovana Cazin ali Kursaal (v nemščini »spa dvorana«). To je bila prva romunska stavba, ki je bila zgrajena na obali Črnega morja kmalu po tem, ko je Severna Dobrudža prišla pod romunsko upravo zaradi rusko-turške vojne (1877–1878) in romunske osamosvojitvene vojne.
Stavba je uporabila pobočje za ustvarjanje dveh zaokroženih teras, ki se prekrivata z namenom zagotavljanja popolnega pogleda na pečino, morje in pristanišče Konstanca z vseh zornih kotov. Stala je poleg genovskega svetilnika. Notranjost je imela plesno dvorano, dve igralnici in dve čitalnici, kjer so obiskovalci lahko brali domači, državni in mednarodni tisk. Sprva jo je mesto Konstanca dalo v najem stavbo in prostor podjetnikom. Eden od teh igralniških podjetnikov je bil stotnik Constantin Creangă, sin pisatelja Iona Creangăja in oče Horia Creangăja, vodilnega romunskega arhitekta v medvojnem obdobju. Kmalu po tem, ko je stavbo prenesel v upravljanje na okrajni svet, jo je ta odprl za uporabo. Ko so ugotovili, da je stavba prinesla dovolj dohodka za pokritje vzdrževanja, so jo ponovno oddali v najem bogatim podjetnikom. Leta 1891 je  leseno stavbo Cazinoul din Constanța skoraj v celoti uničilo neurje in 29. januarja 1892 je bilo odobreno njeno rušenje. 

### Cazino (1893–1907)
Drugo različico igralnice je naročilo in zgradilo mesto Konstanca na bližnji lokaciji in je odprla svoja vrata leta 1893. Stavba je bila lesena in je bila postavljena v bližini trenutne lokacije igralnice. Imela je plesno dvorano, več sob, a samo eno teraso proti morju. Maja 1902 je stotnik Constantin Creangă zaprosil lokalnega župana in mestno upravo, da stavbo odda v najem. Oglašal se je kot kuhar, izkušen slaščičar in tekoče govoril dva takrat pogosto govorjena lingua franca. Uspelo mu je in stavbo so mu prenesli v oskrbo za 2000 lejev na leto, z določitvijo, da mora »prodajati blago in izdelke samo najboljše in najvišje kakovosti« in uporabljati »nafto najboljše kakovosti na posestvu, da ne bi proizvajajo kakršen koli vonj pri gorenju« za svetlobo.
Romunski pisatelj Petre Vulcan je o svojih vtisih o igralnici zapisal: »Na prvi pogled nas je pritegnil paviljon za zabavo, katerega mamutske noge se dvigajo iz valov, z zavito verando, potisnjeno nad morje. Iz notranjosti se je slišala glasba in veseli pari so plesali; od zunaj očarljivo plešejo luči, ki visijo proti morju, pod katerimi se plemenite dame in gospodje intimno pogovarjajo in izginejo v množici ljudi pred njimi, kot v 'Tisoč in eni noči'«.

### Sodobni Cazinoul Comunal (1910-danes)

#### Gradnja
Leta 1903 so se lokalni politiki strinjali, da je čas, da dobi mesto Konstanca sodobno igralnico, »...kot tiste, ki so navdihnile francosko riviero«. Takratna liberalna vlada je projekt takoj odobrila. Projekt je prejel Daniel Renard, romunski arhitekt švicarskega rodu, ki je živel v Konstanci. Daniel Renard je bil star 32 let in je diplomiral na École des Beaux-Arts v Parizu. Njegov predlog za izgradnjo secesijske strukture je sprožil nešteto polemik, saj so ga podprli liberalci na oblasti, a ga je celotna opozicija ostro kritizirala. Ko so postavljali temelj stavbe, so bili zamenjani politiki, ki so imenovali Renarda. Gradnjo so ustavili in Renarda je hitro zamenjal Petre Antonescu. Antonescu si je zamislil gledališču podobno stavbo z dvema stolpoma v neorumunskem slogu in tako začne delati na novih načrtih z vlivanjem drugega temelja. Vendar pa je dve leti po odstranitvi Renarda leta 1907 Liberalna stranka ponovno pridobila oblast. Renard je bil ponovno imenovan in nadaljeval svoj projekt, kot si ga je zamislil od začetka, v slogu art nouveau. Renard je dal postaviti še tretji temelj.
Dela so se leta 1907 začela tretjič in so bila zaključena leta 1910 s skupnimi stroški gradnje 1,3 milijona leijev brez drugih stroškov, kot so pohištvo, oprema, arhitekturna komisija itd. Vsak od treh temeljev so stali 70.000 leijev, medtem ko je samo pohištvo po besedah romunske umetnostne kritike in raziskovalke Doine Păuleanu stalo približno 90.000 leiev. Zgodovinski dokumenti tudi kažejo, da je elektriko napeljalo Sociertatea Anonimă de Gaz iz Budimpešte, ograje, rešetke in kovinske predmete pa je izdelala Wolf Factory v Bukarešti. Asfalt na zunanjem pločniku in železno rešetko, vključno s tremi vrati, je izdelalo podjetje M. Segal v Bukarešti, stalo 19.000 lejev. Mesto je kupilo tudi klavir od Otto Harnisch Company v Bukarešti in najelo orkester z 18 ljudmi po ceni 20.000 leijev na sezono.

#### Otvoritev in sprejem
Tretja in trenutna različica Casinoja je bila slavnostno odprta 15. avgusta 1910 v navzočnosti princa Ferdinanda. V nagovorih so se poklonili kralju Karlu I., premierju Ionu I. C. Brătianuju, ministru za javna dela Vasilu Morțunu, za elito Konstance pa je potekala predstava gledališke skupine gledališča Davilla in slavnostni veliki bal. 15. marca 1911 je župan Constanțe Titus Cănănău oddal stavbo za eno leto v najem Alphonseu Heitzu, lastniku restavracije Café de Paris v Bukarešti. Prek politične opozicije je okrajna komisija še isti dan oddaje naročila dovolila igre na srečo in igralnico opremila z dvema mizama za biljard in 17 igralnimi mizami za igre s kartami. V kratkem času je igralnica v Konstanci postala ena najbolj priljubljenih tovrstnih ustanov v Evropi.
Stavba je požela tako občudovanje kot kritiko. Na primer, potovalni dnevnik francoskega diplomata Georgea Oudarda iz leta 1935 je omenil naslednje: »Ena stvar je razočarana v tem prijetnem kraju: bela igralnica, pretenciozno zapletena, najbolj grozljivega in groznega sloga iz leta 1900, ki obremenjuje morsko obalo«. Igralnica se ni izognila tudi kritikam lokalnih medijev, saj so jo novinarji marca 1910 v izdaji časopisa Conservatorul Constanței označili za »ogromen kup, posut z najrazličnejšimi darili in poceni okraski«, medtem ko so novinarji publikacije Drapelul v Uvodniku decembra 1911 kritizirali župana Titusa Cănănăuja, ker ni storil več, »da bi zapravil čas in sredstva, da bi oviral pošast«. Številni odločevalci so bili proti asimetrični arhitekturi stavbe, bleščečim konstrukcijskim elementom in arhitekturnim linijam, čeprav inovativnim, zaradi katerih je bila stavba v neskladju z romunsko neoklasicistično arhitekturo tistega časa.
Po enem letu, leta 1912, je mesto Konstanca odprlo postopek zbiranja ponudb za upravljanje igralnice. Baron Edgar de Marcay, ki ga je zastopal odvetnik Nicolae P. Simonide iz Bukarešte, je dobil 20-letni najem. Baron je bil lastnik Society of Great Establishment. V okviru najemne pogodbe je bilo društvo zavezano zgraditi luksuzni hotel za višje sloje strank Casinoja. Rezultat je bil hotel Palace, odprt 13. julija 1914, z 250 sobami s kadjo, električno razsvetljavo, ogrevanjem, balkoni, vrhunsko restavracijo in strešno teraso. Francoski arhitekt E. P. Goue je naročilo za hotelski projekt prejel 28. marca 1912. Leta 1912 je bila zgrajena tudi restavracija. V tem času so nekateri lokalni časopisi spremenili svoj način zgradbe. Razkošje igralnice in iger na srečo svetovnega razreda sta pritegnila bogataše z vsega sveta.
Leta 1914 je igralnico obiskala ruska cesarska družina.
Igralnica je vsako leto gostila zabave ob začetku turistične in plavalne sezone na romunski rivieri. Publikacija Sirena je dokumentirala takšno praznovanje z navedbo: »Dne 3. aprila 1916 se je igralnica ponovno odprla ob navdušenju javnosti. Ponovno odprtje je letošnjo sezono predstavilo kot sezono čistoče in boljšega okusa kot prejšnje sezone z več nadgradnjami terase in biljardnimi mizami. Ker biljard ni bil na voljo, se je ogromna soba za biljard v tem času preoblikovala v velik prostor za uživanje hrane in pijače. Barul American (The American Bar) se je tudi korenito spremenil v videzu in udobju, ki je uvedel številne luksuzne posodobitve in novosti, da se boste počutili, kot da ste v velikem evropskem mestu... V veliki dvorani je orkester Emiliana Gheorghiua pritegnil pozornost javnosti s popolno izvedbo klasičnih in modernih umetniških del, predvsem z uporabo violončela. Zvečer po pijači in večerji je bil avditorij preoblikovan v kinematografsko projekcijsko sobo, kjer se je zbralo veliko občinstva, da bi si ogledalo kinematografske predstave«.
- Interbellic turistični vodnik za Konstanco in igralnico
- Pogled na svetilnik in igralnico
- Razglednica Casinoja s kamelo

#### Prva in druga svetovna vojna
Jeseni 1916, ko so Nemci med prvo svetovno vojno začeli z bombardiranje Konstance, je bila stavba igralnice preurejena v bolnišnico in jo je uporabljal Rdeči križ. Bližnje pristanišče je bilo glavna tarča Nemcev, vendar je bila  bližina igralnice neizogibno prizadeta. Deset ljudi je bilo ubitih v igralnici, ko jo je zadel šrapnel. Slike bombnih napadov na obalo Constanțe, vključno s samo igralnico, so v Imperial War Museum of the United Kingdom (IWM). Igralnica je postala funkcionalna in se je ponovno odprla 19. novembra 1917. Popravila so bila dokončno končana do leta 1928. Casino je med letoma 1934–1937 v celoti obnovil začetni arhitekt Daniel Renard sam.
Med drugo svetovno vojno je igralnica gostila nemške čete, ki jih je vlada leta 1941 povabila v državo; Nemci so stavbo uporabljali za nastanitev. Junija 1941 je bil Casino ponovno bombardiran. Cilji so bili enaki kot v prvi svetovni vojni, tokrat pa je bilo opustošenje večje na polotoku in v mestu. Zaradi vojne je bil Casino zapuščen in uničen. Po drugi svetovni vojni je simbolična stavba ostala obkrožena z zapuščenimi stražami in žično ograjo.
- Okna in vrata uničena v prvi svetovni vojni
- Poškodba vhoda v igralnico
- Poškodba igralnice iz prve svetovne vojne
- August von Mackensen z vojaki blizu rive Casino
- Nemške in bolgarske čete v bližini rive Casino med prvo svetovno vojno
- Casino se je spremenil v vojno bolnišnico

### Casino v komunističnem obdobju
Po prihodu komunizma v Romunijo se je povojna vlada odločila, da igralnico preuredi v Dom kulture. Igralnico je prenovila vlada s pomočjo političnih zapornikov iz taborišča Poarta Albă, pod vodstvom namestnika inženirja Aurela Mărășescuja. Po letu 2000 je eden od teh delavcev poskušal sestaviti seznam zapornikov, ki so delali na projektu, in se mu je uspelo spomniti 59 sozapornikov od menda 100. Dejal je: »Delali smo od 12 do 14 ur na dan, vključno z nedeljami. Prvič sem bil zidar. V tej stavbi je bilo vse uničeno. Nič ni bilo, ni bilo vrat, oken, napeljave. Bila je razbitina ... ». Zaporniki naj bi spali na obmorskem območju, kjer je bilo edino mesto v stavbi, kjer nebo ni bilo vidno. Ogrevanja ni bilo in so bili po besedah enega od zapornikov prepuščeni na milost in nemilost elementom; zatekli so se celo k prehranjevanju živalskih organov. Poziv je bil vsak dan enak. Delajte, naporno in neskončno, nato pa spi. Konec julija 1952 so stavbo prevzeli trije polkovniki Securitate, ki so bili odgovorni za nadzor nad zaporniki in projektom: Albon, Cozmici in Crăciun. Leta 1956 je bila stavba razglašena za del narodne dediščine.

### Sodobnost
Zaradi velikih obratovalnih stroškov je bila stavba zaprta že od leta 1990. Zadnja večja popravila stavbe so bila leta 1988.
Mestna uprava Konstance je poskušala obnoviti stavbo leta 2006. Leta 2007 je bila igralnica za 49 let oddana izraelski skupini Queen. Po številnih zamudah so lokalne oblasti stavbo dobile bolj poškodovano kot pred prenosom na izraelsko podjetje. Januarja 2018 je Europa Noastră s podporo Inštituta Evropske investicijske banke kot ustanovnega partnerja in Razvojne banke Sveta Evrope kot pridruženega partnerja uvrstila Casino med 7 najbolj ogroženih območij v Evropi.
Leta 2014 je bila stavba kot končna reševalna rešitev prenesena v upravo Nacionalne investicijske družbe [ro]. Izvedena je bila dražba za oddajo naročila za izvedbo sanacijskih del v igralnici, na kateri se je prijavilo 5 zasebnih podjetij. Vseh pet podjetij je bilo diskvalificiranih, ker ne izpolnjujejo minimalnih standardov kvalifikacij, ki jih je določila vlada. Sledilo je obdobje pritožb in sodnih sporov, medtem pa je igralnica ostala zapuščena.
Za sanacijo igralnice je bilo namenjenih 10 milijonov evrov, vendar sta zaradi sodnih sporov in politične blaznosti denar in igralnica ostala nedotaknjena. Župan Konstance Decebal Făgădau je leta 2018 napovedal, da bo mesto začelo javna dela in prizadevanja za ohranjanje. Po dolgih vztrajnostih in številnih poskusih je od decembra 2019 sklenjena pogodba za popravilo in obnovo, katere delo naj bi trajalo 27 mesecev in se je začelo 15. januarja 2020.

## V popularni kulturi
Film Francisa Forda Coppole Youth Without Youth vsebuje prizore, ki so bili posneti v jedilnici stavbe leta 2006. 
V filmu iracolul din Tekir (Čudež iz Tekira, 2015) romunske režiserke Ruxandre Zenide igralnica služi kot wellness hotel Tekir.